# Plebejus argus
Plebejus argus é uma espécie de insetos lepidópteros, mais especificamente de borboletas pertencente à família Lycaenidae.

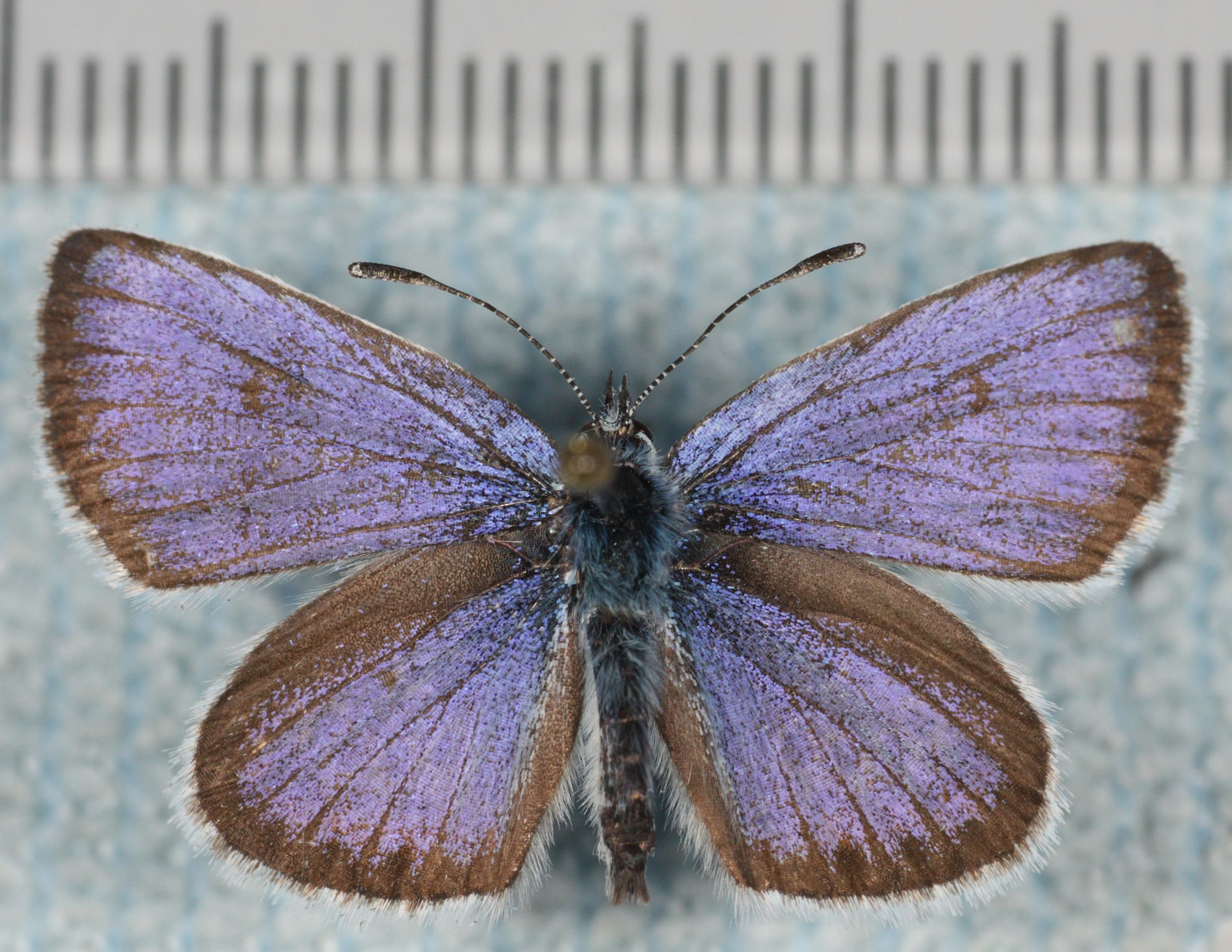
♂

A autoridade científica da espécie é Linnaeus, tendo sido descrita no ano de 1758.
Trata-se de uma espécie presente no território português.